# オランダによるアメリカ大陸の植民地化
オランダによるアメリカ大陸の植民地化（オランダによるアメリカたいりくのしょくみんちか、英: Dutch colonization of the Americas）は、1590年代にガイアナのエセキボ川やアマゾン川沿いに最初の砦と開拓地を造ったのが始まりであり、1600年に現在のアジアのインドネシアに造った最初の砦に先立つものだった。オランダ人が新しい土地に入植するという実際の植民地化については他のヨーロッパ諸国と異なる道を歩んだ。オランダ開拓地の多くは17世紀の終わりまでに失われるか放棄されるかしたが、スリナムについては1975年に独立するまで所有し続け、オランダ領アンティルとアルバについては、今日でもオランダ王国領のままである。

## 北アメリカ

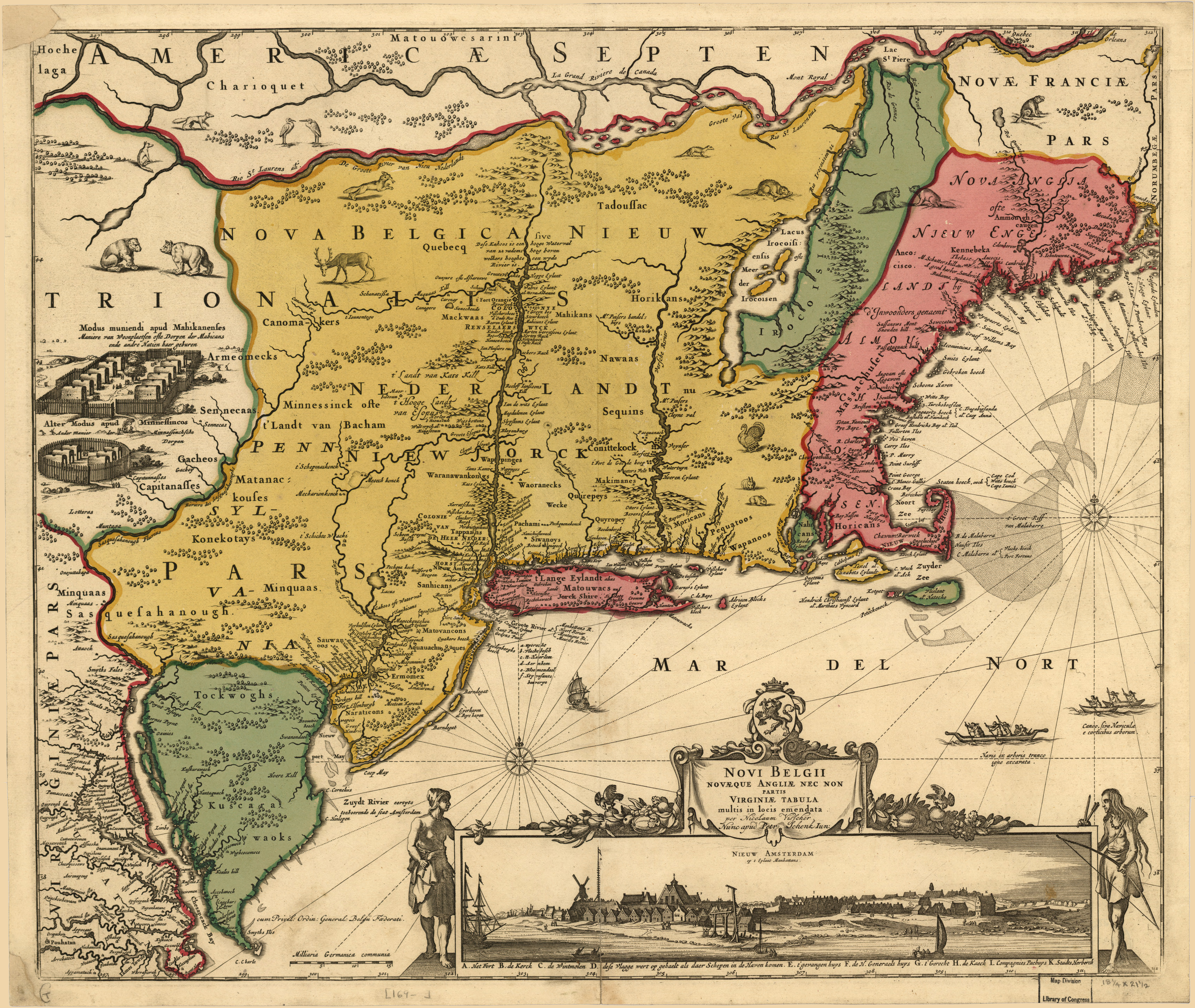
1656年制作のオランダ領北アメリカ植民地地図、1685年の複製

1602年、オランダ連邦共和国政府はオランダ東インド会社（オランダ語：Vereenigde Oostindische Compagnie）に認可を与えた。その任務は、インドに至る経路を探検し、インドの地図の無い地域に対して領有権を主張することであり、その後幾つかの重要な遠征が行われた。
1609年オランダ東インド会社はインドに至るいわゆる北西航路を見付けるためにイギリス人探検家ヘンリー・ハドソンを雇い、現在アメリカ合衆国やカナダとなった地域を発見し、領有権を主張した。ハドソンはそこが探検のためには最善のルートだと信じて、ニューヨーク湾北部に入りハドソン川を遡った。これ以来この川はハドソンの名前を冠するようになった。1614年、アドリアン・ブロックがタイガー号でハドソン川下流に遠征し、オンラスト号でイースト川を探検し、ロングアイランド・サウンドに入るヘルゲートを航行した最初のヨーロッパ人になった。ロングアイランドの東端、ブロック島とブロックアイランド・サウンドはこのアドリアン・ブロックに因んで名付けられた。ブロックは帰国してから地図を作成し、イギリス領バージニアとフランス領カナダの間にある地域に初めて「ニューネーデルラント」という名前を宛てた。ブロックはこの地域にオランダ政府から排他的交易権を認められることになった。
オランダは何度か交易のための遠征を行った後で、1615年にアメリカ大陸では初の開拓地を設立した。ハドソン川沿いの現在ではオールバニの近く、キャッスル島のナッサウ砦である。この開拓地はほとんどインディアンとの毛皮交易を行う交易基地として機能し、後にオラニエ砦（オレンジ砦）がこの役目を担った。どちらの砦もオランダのオラニエ＝ナッサウ家に因む命名だった。
1621年、アメリカ大陸と西アフリカの貿易独占を目指して新しくオランダ西インド会社（オランダ語：Westindische Compagnie）が設立された。この会社はニューネーデルラントと呼ばれてきた新世界における1つの地域を植民地として認知されることを求め、これが1623年に認められた。その後間もなく、現在のベルギーやドイツの出身者から成る最初の植民者が新しい植民地に到着した。同年、現在のコネチカット州ハートフォードの地に建設したホイス・デ・ゲーデ・フープ砦（良き希望の家砦）など幾つかの防御を施した交易基地の建設が始められた。
1626年オランダ西インド会社の事務局長ピーター・ミヌイットがインディアンからマンハッタン島を買収し、ニューアムステルダム砦の建設を開始した。同年、別のナッサウ砦が現在のニュージャージー州南部グロースターシティのデラウェア川沿いに建設された。その他の開拓地としては、カシミール（デラウェア州ニューキャッスル）とベベルスレーデ砦（ペンシルベニア州フィラデルフィア）があった。ホイス・デ・ゲーデ・フープ砦の建設は1633年に完工した。1636年までに現在はマサチューセッツ州ケンブリッジ、当時はニュートンから来たイギリス人がリトル川北岸に入植した。ここは現在ハートフォードのホワイトヘッド・ハイウェイの下になっている。1653年までにイギリス人がここにあったオランダの交易基地を取り上げた。1655年スウェーデン人が短期間カシミール砦を占領した後、オランダはニュースウェーデンの主要開拓地であるクリスティーナ砦を占領した。
これら開拓地の住人の多くは文字通りオランダ人ではなく、ヨーロッパの様々な国の出身者だった。ニューネーデルラントへの移民のかなりの数の者がイギリスのプロテスタントあるいはフランスのユグノーという経歴を持っていた。この中には現在のニューヨーク州ニュープラッツに入植したルイス・デュボイス植民地の様に、地元のインディアンと個人的な条約を結んでハドソン川から山脈に至る広大な土地を購入したものもあった。後にイギリスの支配下に入ってからも、デュボイスと他の11人がその特徴あるデュジーンで自治植民地を継続して繁栄を続けた。今日、ここの村は当初の石造り家屋のある北アメリカでは最古の通りを誇っている。
1664年、ヨーク公およびオールバニ公（後のジェームズ2世）の指揮するイギリス軍がニューネーデルラント植民地を襲った。オランダ側は圧倒的に勢力で劣っていたので、ピーター・ストイフェサント総督はアムステルダム砦の降伏を認め、間もなくオラニエ砦も続いた。ニューアムステルダムはヨーク公に因んでニューヨークと改名された。オラニエ砦はヨーク公のスコットランドでの肩書きに因んでオールバニ砦と改名された。
ニューネーデルラント植民地を失ったことで1665年から1667年の第二次英蘭戦争が起こった。この戦争はブレダの和約で終結し、オランダはスリナムと引き換えにニューネーデルラントの領有権主張を諦めた。
1673年から1674年の第三次英蘭戦争時にオランダは短期間、この領土を取り戻したが、1674年のウェストミンスター条約でイングランドに返還することになった。同年、オランダ海軍のジュリアン・アーノーツがフランス領アカディアの2つの砦を占領し、オランダ領ニューホラントとして領有宣言した。しかし、アーノーツが指名した管理者のジョン・ロードスは、アーノーツが新しい開拓者を求めてキュラソー島に向かった後で、瞬く間に領地の支配権を失った。アカディアの実効支配権はフランスに留まり、ナイメーヘンの和約でオランダがその領有権を諦めるまで紙の上での主権のみとなった。

## カリブ海

### オランダ領アンティル
カリブ海におけるオランダの植民地化は1620年代のセント・クロイ島で始まり、1628年のトバゴ島、1631年のトルトゥーガ島（現在のトルチュ島）とシント・マールテン島が続いた。シント・マールテン島に到着した直後に砦を建設したアンギラとシント・マールテン島をスペインのために失ったとき、キュラソー島とシント・ユースタティウス島に入植した。オランダは1648年にシント・マールテン島の半分を取り戻し、それ以来フランスと島を分け合うようになった。この島を分ける境界線は何度も修正され、1816年に設定されたものが有効になった。
オランダはその他幾つかの島を占領して、その後のスペインからの独立戦争の中でスペインからの攻撃を防ぐために要塞化し、木材や塩の資源を活用した
- キュラソー島、1634年
- サバ島、1640年
- シント・ユースタティウス島、1636年
- ボネール島、1634年
- アルバ、1637年
- シント・マールテン島、1631年
- トルトラ島、ヴァージン・ゴルダ島、ヨスト・ヴァン・ダイク島、1640年以前

19世紀に入るまで、現在はベネズエラに入るアベス島、アベス列島、ロス・ロケス列島およびラ・オルチラ島はオランダ政府がオランダ領西インドの一部と見なしていた。
オランダ領アンティルは現在でもオランダの海外領土であるが、1954年に自治を認めた。1986年アルバは他の諸島とは分離して自治を認められた。オランダ王国の中でのこれら諸島の状態は変遷しており、諸島間の結びつきが弱く、オランダとの結びつきが強化されている。

### バージン諸島
オランダは1625年にセント・クロイ島に基地を建設したが、同年にイギリスもセント・クロイ島に基地を造った。フランスのユグノーがオランダ人に加わったが、イギリス植民地との抗争が続き、1650年以前にそこを放棄した。オランダは1640年以前にトルトラ島に開拓地を造り、その後はアネガダ島とヴァージン・ゴルダ島が続いた。イギリスはトルトラ島を1672年に占領し、1680年にはアネガダ島とヴァージン・ゴルダ島も奪った。

### トバゴ
オランダは17世紀に何度もトバゴ島の植民地化を試みたが、その度にライバルのヨーロッパ諸国のために破壊された。
- 1628年–1637年、スペインによって破壊
- 1654年–1666年、イギリスに征服され、フランスによって破壊
- 1672年、イギリスによって破壊
- 1676年–1677年、フランスによって破壊

## 南アメリカ

### スリナム
スリナムでのヨーロッパ植民地は1650年代にバルバドス総督のウィロービー卿が設立したのが始まりだった。この植民地は第二次英蘭戦争の間にエイブラハム・クレインセンが指揮するオランダに占領された。1667年7月31日、ブレダの和約によりオランダはニューネーデルラントをイギリスに差し出し、引き換えにスリナム海岸の砂糖工場を手に入れた。1683年、スリナムはオランダ西インド会社に売却され、オランダ領ガイアナと呼ばれるようになった。この植民地はアフリカ人奴隷を使用した農業経済を発展させた。ナポレオン戦争の時代、イギリスが1799年からスリナムを支配したが、1816年にオランダに返還された。オランダは1863年に奴隷制を廃止したので、経済を立ちゆかせるためにイギリスのインド植民地やオランダ領東インドから年季奉公の労働者を輸入した。スリナムは1954年に自治が認められ、1975年には独立を果たした。独立の可能性が強くなると、多くの者、特に少数民族であるヒンドゥスターニー人がオランダに移住した。独立後、政治が不安定になり経済が落ち込むと、オランダやアメリカ合衆国への移民が増えた。オランダにおけるスリナム出身者はスリナム1国分に相当する約45万人に達している。

### ガイアナ
オランダ西インド会社は1616年にエセキボ川沿いに砦を建設した。オランダはスリナムと同様にインディアンと交易を行い、アフリカ人奴隷を使った砂糖プランテーションを造った。海岸部はオランダが支配したが、スリナム川の西ではイギリス人がプランテーションを造った。この2国の紛争のためにこの地域の支配権が何度も変わったが、1796年までにイギリスが支配するようになった。1814年、オランダはエスキボ、デメララおよびバービスの植民地をイギリスに割譲した。

### ブラジル

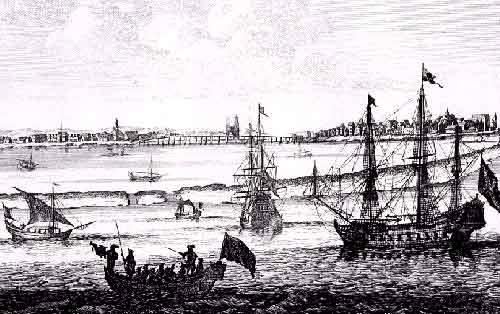
レシフェあるいはマウリッツスタット、ブラジルのニューホラントの首都

1630年以降、ネーデルラント共和国はブラジルの小部分を支配するようになった。オランダ西インド会社がレシフェにその本部を置いた。総督のヨハン・マウリッツは植民地に芸術家や科学者を招聘して、新しい南米植民地への移民を促進した。しかし、ポルトガルは1649年の第二次グアララペスの戦いで意義有る勝利を上げた。1654年1月26日、ネーデルラント共和国は降伏文書に調印して、ポルトガルに北東ブラジルの全ての地を返還することを認めた。1654年5月の第一次英蘭戦争後、ネーデルラント共和国はニューホラント（オランダ領ブラジル）を返却するよう求めた。ポルトガルはこのとき既にスペインと戦争をしており、リスボンが占領される恐れがあり、北東ブラジルも再占領される可能性がある中で、オランダの要求に応じた。しかし、オランダの新しい政治指導者であるヨハン・デ・ウィットは領土よりも交易が重要であると考え、1661年8月6日のハーグ条約によってニューホラントをポルトガルに返還した。

### チリ
1600年、チリのバルディビア市がオランダ人海賊「セバスティアン・デ・コルデス」に征服された。コルデスは数か月後にこの町を離れた。1642年、オランダ東インド会社と西インド会社が数隻の艦隊をチリに派遣し、バルディビア市とスペインの金山を征服した。この遠征隊はオランダの将軍ヘンドリック・ブラウエルが指揮していた。1643年、ブラウエルはチロエ列島とバルディビア市を占領した。ブラウエルが1643年8月7日に死に、副将軍の「エリアス・ハークマンス」が指揮を引き継いだ。
オランダからチリへの第二次移民は1895年のことだった。いわゆる「植民地化検察総監とチリ移民」と呼ばれる多くのオランダ人家族が1895年から1897年に掛けて、チロエ列島の特にモチャイコ、ホイリンコおよびチャカオに入植した。同じ頃ハーゲマン・エグバートが家族を連れてチリに到着し、1896年4月14日、プエルトモントに近いリオ・ガトーに入植した。さらにウェネコール家がビジャリカの植民地化を始めた。
20世紀初期、南アフリカからオランダ人の大きな集団がチリに到着した。彼等は主に鉄道建設で働いていた。ボーア戦争の時の1902年、イギリスはオレンジ自由国およびトランスヴァール共和国の双方を併合した。これらの移民はチリ政府の援助でチリへの移民を決断していた。
1903年5月4日、200名以上のオランダ人移民が「パシフィック・スティーム・ナビゲーション会社」の蒸気船オロペサ号で、フランスのラロシェルから出港した。この移民の大多数はオランダで生まれ、35％は北ホラント州と南ホラント州から、13％は北ブラバント州から、9％はゼーラント州から、さらに9％はヘルダーラント州の出身だった。
6月5日、彼等はテムコの南、ドンギル小集落近くの最終目的地であるピトラフケン市に列車で到着した。それから間もなく別のオランダ人集団がオラビ号とオリサ号でタルカフアノに到着した。ドンギルのオランダ植民地は「ニュートランスヴァール植民地」と名付けられた。ここで新しい生活を始めるために500以上の家族が入植した。1907年2月7日から1909年2月18日の間に、ボーアからの最後の集団が到着した。
現在、マレコ、ゴルビー、ピトラフケン、ファハマイサンおよびテムコ周辺でオランダ人の子孫は約5万人がいると推計されている。